# 기야마촌 (오카야마현)
기야마촌(木山村)은 오카야마현 마니와군에 있던 촌이다. 현재의 마니와시에 해당한다.

## 역사
- 1904년 6월 1일 - 우에다촌, 후나쓰촌이 합병해 기야마촌이 발족하였다.
- 1955년 1월 1일 - 오치아이정, 쓰다촌, 미카와촌, 고치촌과 합병해 새롭게 오치아이정이 되었다. 이후 기야마촌은 폐지

## 참고문헌
- 和泉橋警察署 『新旧対照市町村一覧』第2冊（東京 ： 加藤孫次郎、1889（明22））
- 地名編纂委員会 『角川日本地名大辞典33 岡山』（角川学芸出版、1989、ISBN 4040013301）